# Nukleotidno spasavanje
Nukleotidno spasavanje (selvidž put) je put u kome se nukleotidi (purina i pirimidina) sintetišu iz intermedijara degradativnog puta nukleotida. Selvidž put se koristi za očuvanje baza i nukleozida koji se formiraju tokom degradacije RNK i DNK molekula. On je od posebnog značaja za organe u kojima neka tkiva nemaju sposobnost de novo sinteze.
Sačuvane baze i nukleozidi se zatim mogu konvertovati u nukleotide.

## Supstrati
Reakcijama selvidž puta su potrebni specifični supstrati.

### Pirimidini
Uridin fosforilaza dodaje ribozu 1-fosfat na slobodnu bazu uracil, formirajući uridin-monofosfat. Uridinska kinaza zatim fosforiliše ovaj nukleozid do njegove difosfatne i trifosfatne forme. Dezoksitimidinska fosforilaza dodaje dezoksiribozu-1-fosfat na timin, formirajući dezoksitimidin monofosfat. Timidinska kinaza može zatim da fosforiliše to jedinjenje do dezoksitimidin difosfata i trifosfata.

### Purini
Fosforiboziltransferaze dodaju aktiviranu ribozu 5-fosfat (zvanu fosforibozil pirofosfat ili PRPP) na baze, kreirajući nukleotidne monofosfate. Postoje dva tipa fosforiboziltransferaza: adenozin fosforiboziltransferaza (APRT) i hipoksantin-guanin fosforiboziltransferaza (HGPRT). Leš-Nihanov sindrom je posledica nedostataka HGPRT-a.
| Nukleozid   | Enzim                                          | Nukleotid |
| hipoksantin | hipoksantin/guanin fosforibozil transferaza () |           |
| guanin      | hipoksantin/guanin fosforibozil transferaza () |           |
| adenin      | adenin fosforiboziltransferaza (HGPRT)              | AMP       |

## Spoljašnje veze
- Enzimi metioninskog selvidž puta: struktura i funkcija"